# Tanjung Medan (Sayur Matinggi)
Tanjung Medan is een bestuurslaag in het regentschap Tapanuli Selatan van de provincie Noord-Sumatra, Indonesië. Tanjung Medan telt 750 inwoners (volkstelling 2010).